# Erwin Finlay-Freundlich
Erwin Finlay-Freundlich (Biebrich, 29 de maio de 1885 — Wiesbaden, 24 de julho de 1964) foi um astrônomo alemão.
Irmão de Herbert Max Finlay Freundlich, trabalhou com Albert Einstein e introduziu experimentos para testar a teoria da relatividade geral por observações astronômicas baseadas no desvio gravitacional para o vermelho.

## Biografia
Nasceu em Biebrich, Alemanha, filho de Friedrich Philipp Ernst Freundlich, um fabricante, e sua esposa Elizabeth (Ellie) Finlayson, de Cheltenham. Era um dos sete filhos, todos criados como protestante, apesar herança judaica de seu pai. Seu irmão mais velho era Herbert Freundlich. Estudou localmente, deixando a escola em 1903. Passou 6 meses trabalhando nos estaleiros de Estetino o que o inspirou a começar a estudar construção naval na Charlottenburg Polytechnic em Berlim. No entanto, abandonou esta em outono de 1905 para estudar matemática e astronomia em Göttingen. Aqui estudou com Felix Klein e Karl Schwarzschild.
Após terminar sua tese na Universidade de Göttingen em 1910, orientado por Felix Klein, tornou-se assistente no Observatório de Berlim, onde associou-se a Einstein. Durante uma expedição para observação de um eclipse solar em 1914, para fazer verificações sobre a relatividade geral, eclodiu a Primeira Guerra Mundial, e Freundlich foi internado na Rússia. Após a guerra ele engajou-se na construção de um observatório solar em Potsdam, a Torre Einstein, e foi diretor do Instituto Einstein, pertencente ao observatório.

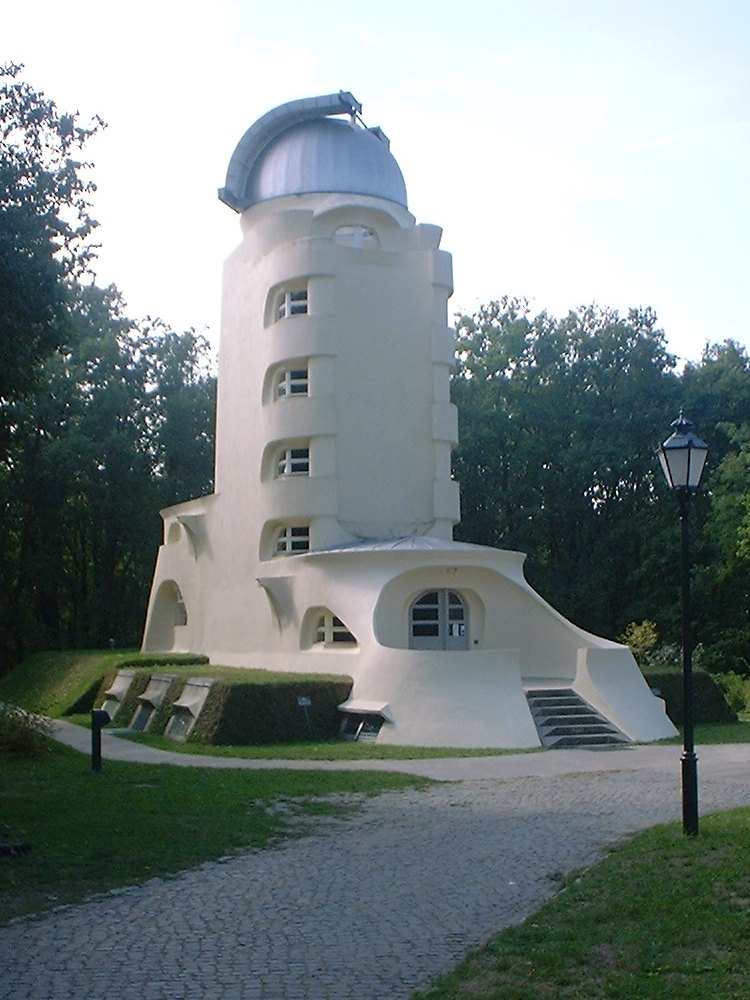
Torre Einstein em Potsdam

Em 1933 Freundlich teve de abandonar a Alemanha, pois sua avó por parte de pai era judia, e foi indicado professor na Universidade de Istambul, que foi reformada por Kemal Atatürk com ajuda de diversos professores da Alemanha. Sua indicação para a Universidade Carolina de Praga não concretizou-se devido à ocupação alemã. Por recomendação de Arthur Stanley Eddington foi para a Universidade de St Andrews na Escócia. De 1951 a 1959 foi professor da cátedra John Napier de astronomia. Quando aposentou-se retornou à sua cidade natal na Alemanha, e foi indicado professor da Universidade de Mainz. Faleceu em Wiesbaden.
Freundlich investigou a deflexão de raios luminosos passando próximo ao sol. Ele propôs um experimento, durante um eclipse, para verificar a validade da teoria geral da relatividade de Einstein. A demonstração de Freundlich provaria serem incorretas as teorias de Isaac Newton. Ele efetuou testes inconclusivos sobre as previsões da teoria de Einstein do desvio das linhas espectrais do sol induzido pela gravitação, usando os observatórios solares que ele construiu em Potsdam e Istambul. Em 1953 ele propôs juntamente com Max Born uma explicação alternativa dos desvios para o vermelho observados em galáxias por um modelo de luz cansada.

## Publicações
- Erwin Freundlich: Die Grundlagen der Einsteinschen Gravitationstheorie. Mit e. Vorw. von Albert Einstein. - Berlin : Springer, 1916. - 64 S. ; 8
- Erwin Finlay-Freundlich Über die Rotverschiebung der Spektrallinien und ax Born: Theoretische Bemerkungen zu Freundlichs Formel für die stellare Rotverschiebung - Göttingen : Vandenhoeck & Ruprecht, 1953. - S. 96 - 108 ; 4; (Nachrichten der Akademie der Wissenschaften in Göttingen ; Jg. 1953, Nr. 7)